# Enrico Millo
Enrico Millo di Casalgiate (Chiavari, 12 febbraio 1865 – Roma, 14 giugno 1930) è stato un militare e politico italiano.
Fu ammiraglio della Regia Marina e ministro della marina del Regno d'Italia. Fu decorato della medaglia d'oro al valor militare.

## Biografia
Nacque a Chiavari nel 1865 da Gustavo Millo dei conti di Casalgiate e da Maria Luisa Altoè dei conti Anguissola di Altoé. Allievo della Reale Accademia Militare di Napoli dal febbraio 1880. Poi nell'ottobre 1882 si spostò all'Accademia navale di Livorno da dove uscì guardiamarina nel 1884. Seguì inizialmente la normale carriera. Nel 1887 fu imbarcato su trasporti nel Mar Rosso.
Massone, il 26 ottobre 1897 fu affiliato Maestro nella Loggia Zenith di La Spezia. Nel 1905 fu promosso capitano di fregata.
Come comandante della nave trasporto Volta, intervenne durante i soccorsi alle popolazioni sinistrate dal terremoto di Messina del dicembre 1908, meritando una Medaglia d'Argento di Benemerenza terremoto calabro-siculo.
Nel 1910 venne promosso capitano di vascello e nel settembre 1911 destinato al comando dell'incrociatore corazzato Vettor Pisani e ottenne l'incarico di capo di stato maggiore dell’Ispettorato siluranti.

### Nella guerra italo-turca
Durante la guerra italo-turca per il possesso della Libia (1911-12), essendosi le truppe di terra italiane trovate in una certa difficoltà per la resistenza di alcuni reparti irregolari, riforniti e sostenuti dall'Impero ottomano, oltre che delle truppe turche, il governo italiano decise un'azione diretta contro il territorio metropolitano turco. L'intervento condusse al bombardamento di alcuni forti con il forzamento dello stretto dei Dardanelli e all'occupazione dell'arcipelago del Dodecaneso, che rimase colonia italiana fino alla fine della seconda guerra mondiale. Nel quadro di queste operazioni Millo, nella notte fra il 18 e il 19 luglio 1912 forzò i Dardanelli impiegando cinque torpediniere, penetrando senza danni per 22 km prima di invertire la rotta, ma non riuscì a lanciare i siluri sulle grandi navi da guerra ottomane per il forte bombardamento nemico.

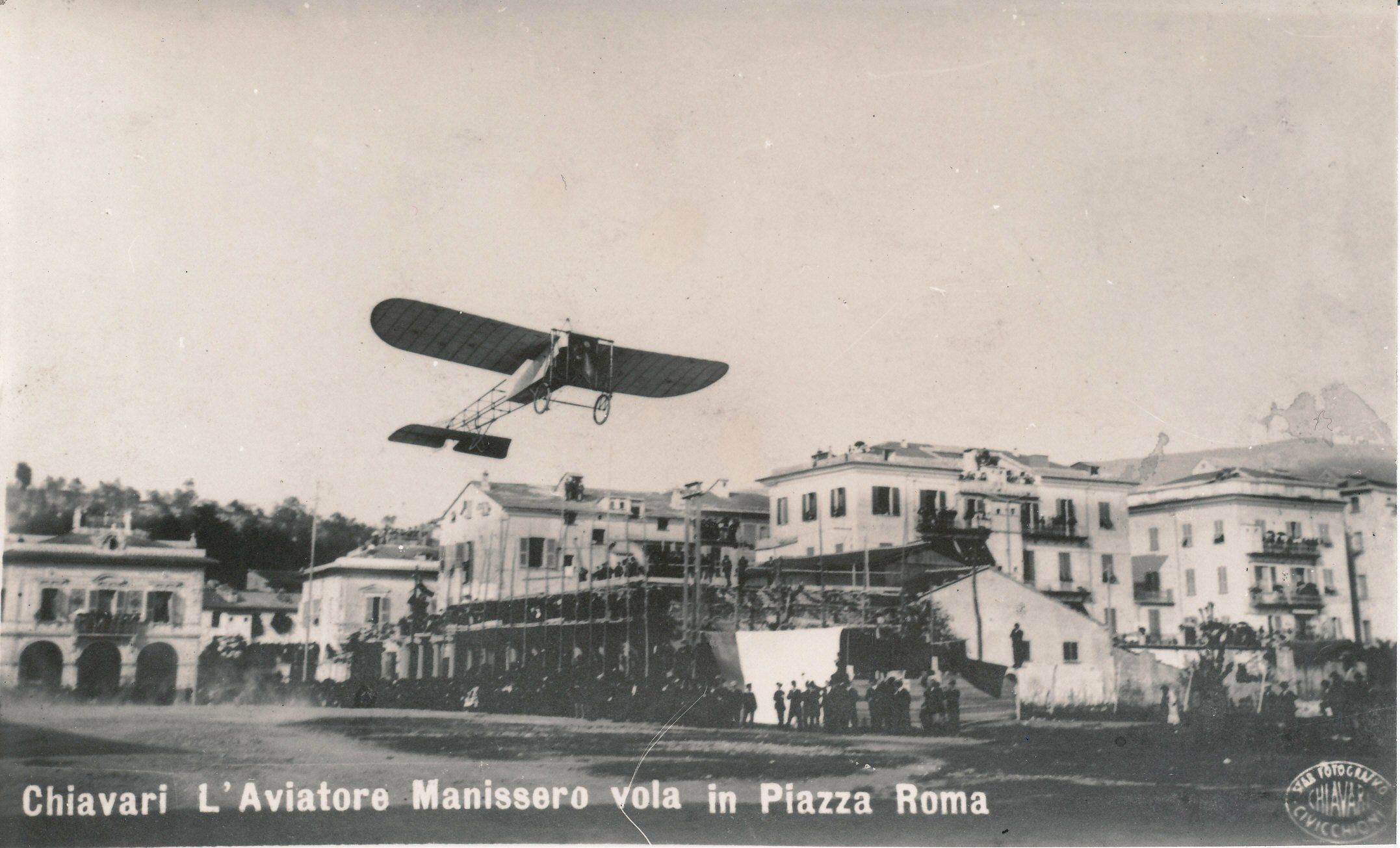
Festeggiamenti a Chiavari in onore di Enrico Millo nel 1913

Quest'azione, anche se non  decisiva dal punto di vista militare, entusiasmò l'opinione pubblica italiana, mettendo però in difficoltà il governo verso le potenze europee che temevano un'ulteriore destabilizzazione dei Balcani. Per quest'azione fu decorato di Medaglia d'Oro al Valor Militare e promosso contrammiraglio per merito di guerra.
Nel 1913 venne nominato dal re Senatore del Regno e entrò a far parte del Governo Giolitti IV, poi del Governo Salandra come Ministro della Marina dal luglio 1913 al luglio 1914. Fu molto vicino alle posizioni del nazionalismo italiano, sostenitore acceso sia del colonialismo che dell'irredentismo in senso ampio, e quindi dell'abbandono dell'alleanza con l'Austria-Ungheria. Dal 1914 al 1915 fu comandante della Regia Accademia navale di Livorno.

### Nella prima guerra mondiale
Scoppiata la prima guerra mondiale, nel 1915 al comando della divisione esploratori occupò l’isola di Pelagosa. Divenuto nel 1916 responsabile della II divisione e promosso viceammiraglio, comandò operazioni in Adriatico. I suoi scarsi successi furono attribuiti alle deficienze di spionaggio e controspionaggio italiano. Sviluppò inoltre una forte antipatia personale e una forte rivalità con l'ammiraglio Paolo Thaon di Revel, che lo ricambiò. Nel 1917 fu comandante in capo del dipartimento marittimo di Napoli.

### Primo dopoguerra
Dal novembre 1918 al dicembre 1920 fu Governatore della Dalmazia, in cui sostenne la necessità di annettere anche territori di lingua non italiana. Il 14 novembre 1919 accolse benevolmente a Zara Gabriele D'Annunzio impegnato nell'Impresa di Fiume, davanti al quale assunse ufficialmente l'impegno di non abbandonare la Dalmazia finché questa non fosse stata ufficialmente annessa all'Italia, ma all'Italia furono cedute solo Zara, Lagosta, Cazza e le isole di Pelagosa (cedute poi alla Jugoslavia nel 1947).
Dal 6 aprile 1921 al 4 dicembre 1922 fu presidente del Consiglio superiore di Marina.
Nell'ottobre 1922, malgrado il grande numero della componente nazionalista in seno al primo governo Mussolini, fu scavalcato da Paolo Thaon di Revel quale ministro della marina. Il 1º dicembre 1923 fu promosso viceammiraglio di squadra e collocato nella Riserva Navale, grado poi convertito in quello di viceammiraglio d’armata.
Dal 1923 divenne commissario del governo per il porto di Napoli fino al dicembre 1924. Richiamato in servizio nel 1926 presso l’amministrazione centrale della Marina mercantile, il 30 luglio divenne ammiraglio d'armata.
Morì a Roma nel 1930 a 65 anni d'età.

## Dediche
A Millo sono state dedicate un viale nella città natale, una via a Piacenza, una a Gazzola (PC), una a Marotta (PU), una a Sava (TA), una a Manduria (TA) nella frazione di Uggiano Montefusco, una a Castelcivita (SA) e una a Letojanni (ME). Mentre al Lido di Ostia è stata dedicata una piazza e un largo a Catania.

## Galleria d'immagini

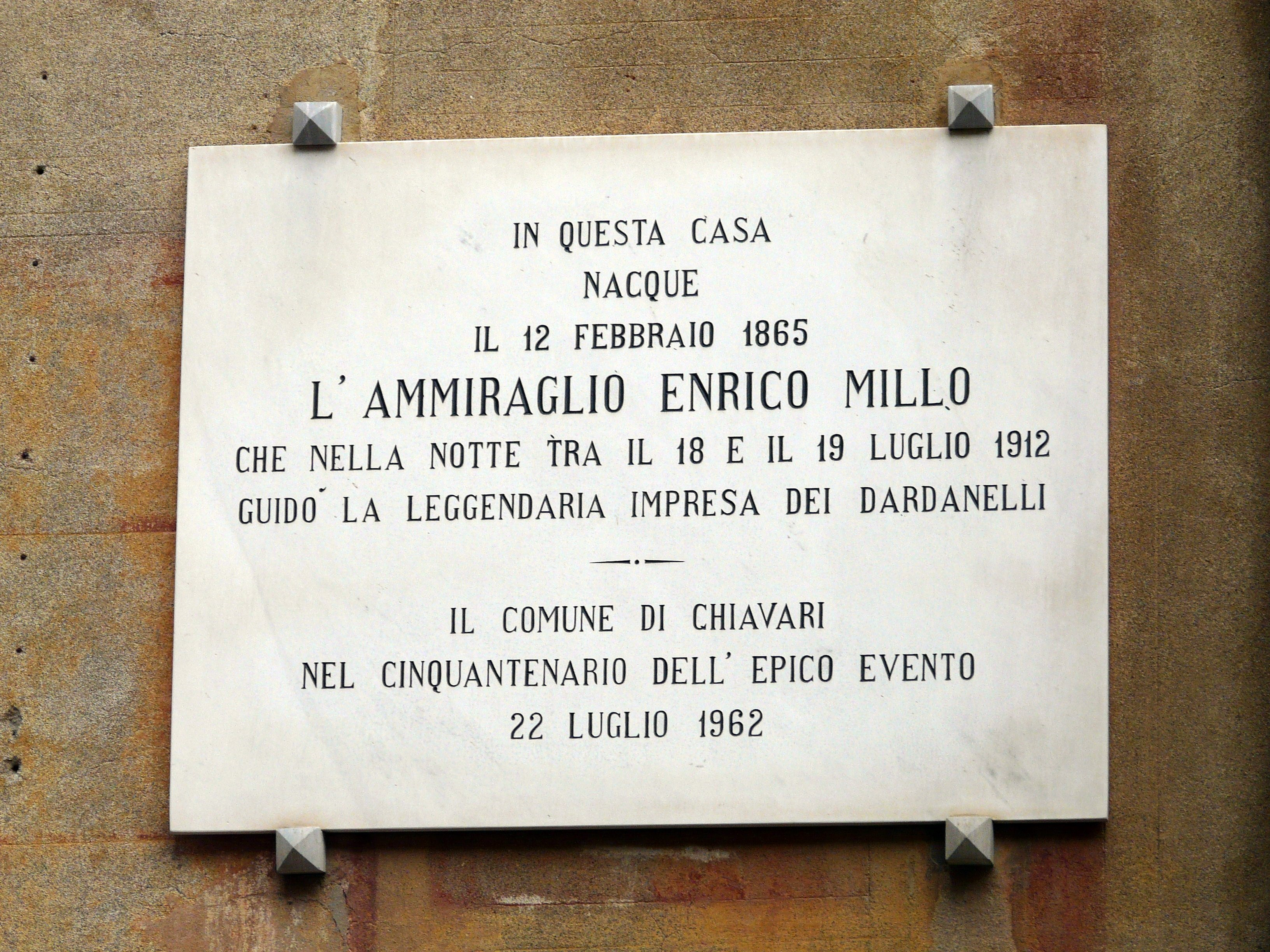
Targa presso la casa natale nel centro storico di Chiavari
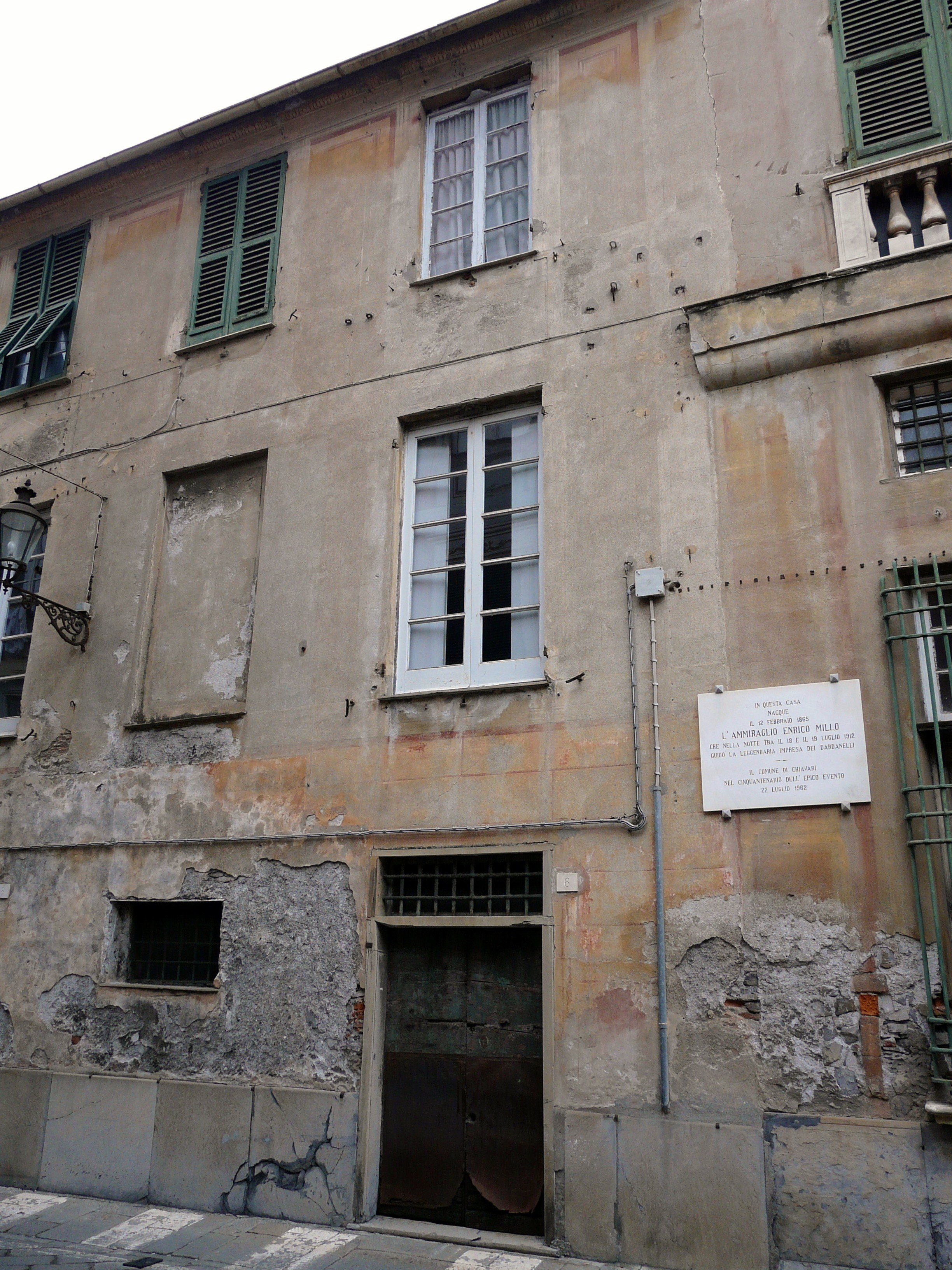
La casa natale
D'Annunzio e l'ammiraglio Enrico Millo a bordo dell'Indomito, a scoglio Dolfin, presso l'isola di Pago, il 15 novembre 1920.